# Marosvásárhelyi Orvosi és Gyógyszerészeti Felsőoktatási Intézet
A Marosvásárhelyi Orvosi és Gyógyszerészeti Felsőoktatási Intézet (röviden: MOGyFI) a mai Marosvásárhelyi Orvosi és Gyógyszerészeti Egyetem (MOGyE) jogelődje 1991-ig.

## Történelmi előzmények
Az erdélyi orvosi oktatás kezdetei Mária Terézia koráig nyúlnak vissza. 1775-ben Mária Terézia orvos-sebészeti kart alapított Kolozsváron bonctan, sebészet és szülészet tanítására. Ez a kar 1817-ben önálló Orvosi-Sebészeti Tanintézetté alakult, és 1872-ig két-, három-, illetve négyéves tanidővel sebészmestereket és bábákat képezett.
1872-ben a meglévő Jogi Akadémia és az Orvosi Tanintézet, valamint a rendelkezésre álló épületek, nemkülönben ezek rangos tanári kara lehetővé tette az akkori Magyarország második egyetemének a megalakítását a mindig iskolavárosként ismert Kolozsváron 1872. május 29-én. Az egyetem négy: 1. jog- és államtudományi, 2. orvostudományi, 3. bölcsészet-, nyelv- és történettudományi és 4. matematikai és természettudományi karral alakult. A Kolozsvári Tudományegyetem 1872. november 10-én ünnepi üléssel meg is kezdte működését 253 diákkal. De az 1912–13-as iskolai évben már 2343 hallgatója volt a kolozsvári egyetemnek.
Ez az egyetem 1881. január 14-én kapta a Kolozsvári Magyar Királyi Ferenc József Tudományegyetem nevet, és „örök időkre megalapítottnak nyilváníttatott”(9), és 1895-ben már az új központi épületben folyt a tanítás. Ekkor már a nők is beiratkozhattak az egyetemre. 
A trianoni döntés folytán 1920-ban Kolozsvár Romániához került. De már „1919. május 10-én az egyetem vezetősége ultimátumot kap a megszálló román hatóságoktól, hogy a tanárok tegyenek hűségesküt a román királyra, két éven belül tanuljanak meg románul, és akkor maradhatnak. A tanárok ezt a lehetőséget egyöntetűen elvetik. Május 12-én  a tanárokat és diákokat kitessékelik az utcára” (5).
Az addigi magyar nyelvű egyetem 1919. november 3-án minden felszerelésével román előadási nyelvű I. Ferdinánd Király Egyetemmé alakult. A kolozsvári professzorok többsége átmenekült Szegedre és ott kezdték meg az egyetemi munkát 1921. október 10-én a kolozsvári egyetem ideiglenes székhelyén.
A második bécsi döntés alapján 1940-ben Kolozsvár Magyarország része lett. 1940 októberében a szegedi egyetem kettévált, egyik része visszatelepült Kolozsvárra, mint M. Kir. Ferenc József Tudományegyetem, így az orvosi kar is. A másik része maradt Szegeden önálló egyetemként, mint Horthy Miklós Tudományegyetem.
A háborús viszonyok alatt 1944-ig működött ez az egyetem Kolozsvárott. Annak ellenére, hogy elrendelték az egyetem kitelepítését 1944 augusztusában, az egyetem helyben maradt és a karok folytatták a munkát óvóhelyeken is a bombázások alatt, biztosítva a magyar nyelvű felsőoktatást Kolozsváron. A Kolozsvári M. Kir. Ferenc József Tudományegyetem 1944 októberétől Kolozsvári Magyar Egyetemmé alakult
A II. világháború után Kolozsvár visszakerült Romániához. „Az M. Kir. Ferenc József Tudományegyetem 1945 májusában jogutód nélkül megszűnik, amikor román királyi rendelettel létrehozzák a magyar nyelvű állami egyetemet Kolozsváron”(5). 1945. június 1-jén megalakul a Kolozsvári Magyar Oktatási Nyelvű Állami Egyetem, négy: irodalom- és bölcsészettudományi, természettudományi, orvostudományi és jog-közgazdaságtudományi karral. A Kolozsvári Magyar Egyetem 15 megmaradt tanára itt tovább oktatott és a magyar diákság is itt folytatta tanulmányait.
Ez az egyetem 1945. december 14-én felvette a nagy matematikus, Bolyai János nevét, így jött létre a Kolozsvári Bolyai Egyetem. Az 1948-as tanügyi reform egyik pozitívuma volt, hogy ezután nemcsak az elméleti liceumok, hanem a szakmai líceumok végzettjei is felvételivizsgát tehettek az az egyetemeken. Előző időkben ez lehetetlen volt.
A második bécsi döntés miatt Szebenbe és Temesvárra költözött I. Ferdinánd Király Egyetemet visszatelepítették Kolozsvárra a kolozsvári magyar nyelvű egyetem épületeibe. Ennélfogva az orvosi karnak nem jutott épület. Ezért kellett a magyar nyelvű orvosi oktatást Marosvásárhelyen (a város szerencséjére) kialakítani.
Az átköltözés Marosvásárhelyre nagy nehézségek árán sikerült, a megállapodás szerinti anyagi eszközök 50%-a helyett csak 25%-kal. Dóczy Pál, Pápai Zoltán és Henter Kálmán voltak az első honfoglalók, velük együtt adminisztrációs személyzet is érkezett.
Az egyetem működésének megszervezése az alapító atyáknak súlyos nélkülözések közepette folytatott gigászi munkájába került, de végül is a Kolozsvári Bolyai Egyetem marosvásárhelyi orvosi karán 1946. február 9-én megkezdődött az oktatás.
Az 1948. évi oktatási reform során a Marosvásárhelyen működő orvosi kar önállóságot kapott, elszakadt a Kolozsvári Bolyai Egyetemtől, és felvette a Marosvásárhelyi Orvostudományi és Gyógyszerészeti Felsőoktatási Intézet (MOGyFI) nevet (románul: Institutul de Medicină și Farmacie Tg. Mureș, rövidítve: IMF Tg. Mureș). 
Az MOGyFI 1962-ben kétnyelvű, magyar és román oktatási nyelvű lett (ennek törvényi nyomát a Monitorul Oficialban – Hivatalos Közlöny – nem találták).

## Az MOGyFI rektorai 1948 és 1989 között
Csőgör Lajos 1945–1949; Feszt György id. 1949–1952; Székely Károly 1952; Andrásofszky Tibor 1953–1964; Csőgör Lajos 1964–1967; Puskás György 1967–1976; László János 1976–1984;  Emilian Gh. V. Bancu 1984–1989; Ion Pascu 1989–.

## Az Intézet tanárai, tanszékvezetői és kutatói 1960-ban
- Ádám Lajos
- Albert Levente
- Ander Zoltán
- Andrásofszky Tibor
- Balássy Péter
- Balogh Éva
- Balogh László
- Barabás Béla
- Barbu Romul Zeno
- Bartel György
- Benedek Imre
- Bedő Károly
- Bírek László
- Boga Kálmán
- Borbély Attila
- Borbáth Endre
- Boér László
- Bukaresti László
- Csegedi G. Jolán
- Csiky Kálmán
- Csizér Zoltán
- Csőgör Lajos
- Dóczy Pál
- Domokos Lajos
- Dudutz Gyöngyi
- Dusa Silvia
- Eperjessy Anna
- Farkas Imre János
- Fazakas Béla
- Feszt György
- Fodor Ferenc
- Formanek Gyula
- Füzi József
- Gáll Gyula
- Goinea Teodor
- Grépály András
- Gündisch Mihály
- Guzner Miklós
- Gyergyay Ferenc Pál
- Hankó Zoltán
- Hirsch Aliz
- Horváth Endre
- Horváth Miklós
- Ieremia Lucian
- Ionescu Mihail
- Kakuts András
- Kelemen László
- Keresztessy Koszta Árpád
- Kincses Ajtay Mária
- Kiss Árpád
- Kolumbán Miklós
- Kótay Pál
- Kopp Elemér
- Kovács Endre
- Krepsz Iván
- László János
- Lázár László
- Lőrincz Ernő András
- Máthé Ákos
- Maros Tibor
- Mártha Papp Ilona
- Mártonfi László
- Mátyás Mátyás
- Miskolczy Dezső
- Módy Jenő
- Mózes Magda
- Molnár Vince
- Mühlfay László
- Naftali Zoltán
- Niculescu Dorin
- Olosz Egon
- Orbán János
- Pap Zoltán
- Pápai Zoltán
- Puskás György
- Rácz Kotilla Erzsébet
- Rácz Gábor
- Rákosfalvy Zoltán
- Sabadeanu Vasile
- Seres-Sturm Lajos
- Seridon Gavril
- Sipos Emese
- Soós Pál
- Spielmann József
- Steinmetz József
- Szabó Béla
- Szabó Endre
- Szabó István
- Száva János Zoltán
- Székely Károly
- Szentkirályi István
- Szentpétery József
- Székely Melinda Gyöngyi
- Toró Árpád
- Tóth Katalin Tünde
- Tőkés Béla
- Újváry Imre
- Vécsei Károly
- Vendég Vince
- Veress Albert

### Víruskutató Laboratórium
A kutatórészleg 1955-ben alakult Víruskutató Laboratórium néven. Munkatársai:
- Vendég Vince professzor
- Ábrahám Sándor főkutató
- Blazsek Vladimir Sándor főkutató
- Mogyorós Vilmos kutató

(A részleg megszűnt 1988-ban az utolsó kutató külföldre távozása után.)